# Uropsalis

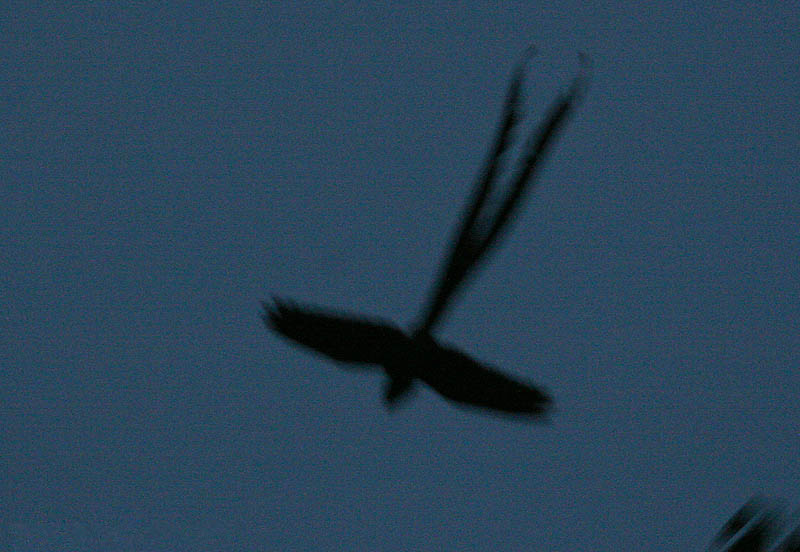
Uropsalis lyra

Uropsalis es un género de aves caprimulgiformes perteneciente a la familia Caprimulgidae que agrupa a especies nativas de América del Sur donde se distribuyen a lo largo de los Andes desde Colombia, Venezuela y norte de Ecuador, Perú, Bolivia hasta el norte de Argentina. A sus miembros se les conoce por el nombre popular de chotacabras, y también atajacaminos, guardacaminos, aguaitacaminos o dormilonas.

## Lista de especies
Según las clasificaciones del Congreso Ornitológico Internacional (IOC) (Versión 4.4, 2014) y Clements Checklist 6.9 agrupa a las siguientes 2 especies:
- Uropsalis lyra (Bonaparte), 1850  - chotacabras lira;
- Uropsalis segmentata (Cassin), 1849 - chotacabras golondrina.